# Sweet About Me
Sweet About Me is de debuutsingle van de Australische zangeres Gabriella Cilmi. Het nummer staat op haar debuutalbum Lessons to Be Learned uit 2008. Op 26 april dat jaar werd het nummer op single uitgebracht.

## Geschiedenis
Op 17 maart 2008 verscheen de single in het Verenigd Koninkrijk en Ierland, op 26 april in Australië en de rest van de wereld. Op 9 juni werd de single opnieuw uitgebracht, met daarop iets andere nummers. In Europa en Brazilië werd het nummer gebruikt in reclame van Sure (alleen in Europa) en Dove.

## Trivia
Tijdens het nummer zingt ze de albumtitel "Lessons to be learned".

## Tracklist

### Verenigd Koninkrijk en Australië
1. Sweet About Me
2. Echo Beach
3. This Game

### Heruitgave Verenigd Koninkrijk
1. Sweet About Me
2. Sweet About Me (Robbie Rivera remix)

### iTunes-remix en live-ep
1. Sweet About Me (Sunship Vocal Mix)
2. Sweet About Me (Matthew Herbert's Savoury Mix)
3. Sweet About Me (Ashley Beedle Vocal Mix)
4. Sweet About Me (Truth & Soul Mix)
5. Sweet About Me (Jools Holland remix)

## Hitnoteringen

### Nederlandse Top 40
| Sweet About Me in de Nederlandse Top 40 - binnen: 12 juli 2008 | Sweet About Me in de Nederlandse Top 40 - binnen: 12 juli 2008 | Sweet About Me in de Nederlandse Top 40 - binnen: 12 juli 2008 | Sweet About Me in de Nederlandse Top 40 - binnen: 12 juli 2008 | Sweet About Me in de Nederlandse Top 40 - binnen: 12 juli 2008 | Sweet About Me in de Nederlandse Top 40 - binnen: 12 juli 2008 | Sweet About Me in de Nederlandse Top 40 - binnen: 12 juli 2008 | Sweet About Me in de Nederlandse Top 40 - binnen: 12 juli 2008 | Sweet About Me in de Nederlandse Top 40 - binnen: 12 juli 2008 | Sweet About Me in de Nederlandse Top 40 - binnen: 12 juli 2008 | Sweet About Me in de Nederlandse Top 40 - binnen: 12 juli 2008 | Sweet About Me in de Nederlandse Top 40 - binnen: 12 juli 2008 | Sweet About Me in de Nederlandse Top 40 - binnen: 12 juli 2008 | Sweet About Me in de Nederlandse Top 40 - binnen: 12 juli 2008 | Sweet About Me in de Nederlandse Top 40 - binnen: 12 juli 2008 | Sweet About Me in de Nederlandse Top 40 - binnen: 12 juli 2008 | Sweet About Me in de Nederlandse Top 40 - binnen: 12 juli 2008 | Sweet About Me in de Nederlandse Top 40 - binnen: 12 juli 2008 | Sweet About Me in de Nederlandse Top 40 - binnen: 12 juli 2008 | Sweet About Me in de Nederlandse Top 40 - binnen: 12 juli 2008 | Sweet About Me in de Nederlandse Top 40 - binnen: 12 juli 2008 | Sweet About Me in de Nederlandse Top 40 - binnen: 12 juli 2008 | Sweet About Me in de Nederlandse Top 40 - binnen: 12 juli 2008 | Sweet About Me in de Nederlandse Top 40 - binnen: 12 juli 2008 | Sweet About Me in de Nederlandse Top 40 - binnen: 12 juli 2008 |
| Week                                                           | 1                                                              | 2                                                              | 3                                                              | 4                                                              | 5                                                              | 6                                                              | 7                                                              | 8                                                              | 9                                                              | 10                                                             | 11                                                             | 12                                                             | 13                                                             | 14                                                             | 15                                                             | 16                                                             | 17                                                             | 18                                                             | 19                                                             | 20                                                             | 21                                                             | 22                                                             | 23                                                             |                                                                |
| -------------------------------------------------------------- | -------------------------------------------------------------- | -------------------------------------------------------------- | -------------------------------------------------------------- | -------------------------------------------------------------- | -------------------------------------------------------------- | -------------------------------------------------------------- | -------------------------------------------------------------- | -------------------------------------------------------------- | -------------------------------------------------------------- | -------------------------------------------------------------- | -------------------------------------------------------------- | -------------------------------------------------------------- | -------------------------------------------------------------- | -------------------------------------------------------------- | -------------------------------------------------------------- | -------------------------------------------------------------- | -------------------------------------------------------------- | -------------------------------------------------------------- | -------------------------------------------------------------- | -------------------------------------------------------------- | -------------------------------------------------------------- | -------------------------------------------------------------- | -------------------------------------------------------------- | -------------------------------------------------------------- |
| Positie                                                        | 25                                                             | 15                                                             | 10                                                             | 9                                                              | 7                                                              | 7                                                              | 6                                                              | 7                                                              | 6                                                              | 6                                                              | 3                                                              | 3                                                              | 3                                                              | 2                                                              | 4                                                              | 4                                                              | 4                                                              | 7                                                              | 14                                                             | 15                                                             | 24                                                             | 27                                                             | 32                                                             | uit                                                            |

### NPO Radio 2 Top 2000
| Nummer met noteringen in de NPO Radio 2 Top 2000 | '09  | '10  | '11  |
| ------------------------------------------------ | ---- | ---- | ---- |
| Sweet About Me                                   | 1098 | 1313 | 1756 |

1. ↑  Een vetgedrukt getal geeft de hoogste notering aan.
2. ↑  2009 was het eerste jaar met een notering voor dit nummer.
3. ↑  Deze tabel is bijgewerkt tot en met de laatste editie (2024).

## Hitlijsten
In Nederland was de single in week 28 van 2008 de 777e Megahit op 3FM en werd een gigantische hit. De single bereikte de nummer 1-positie in zowel de publieke hitlijst Mega Top 50 als de Single Top 100. In de Nederlandse Top 40 op Radio 538 kwam de single binnen op 12 juli 2008. De single kwam binnen op de 25e positie en steeg in twee weken door naar nummer 10. In de maanden die volgden bleef de single voortdurend in de top tien staan, maar nummer 1 werd nog niet bereikt. De hoogste positie is de 2e positie op 11 oktober.
In België bereikte de single de  3e positie in de Vlaamse Ultratop 50 en de nummer 1-positie in de Vlaamse Radio 2 Top 30. In Wallonië werd de 3e positie bereikt.
Ook in andere landen deed "Sweet About Me" het goed in de hitlijsten. In thuisland Australië en in Noorwegen heeft de single op 1 gestaan, terwijl ook in onder andere Duitsland, Oostenrijk, Zwitserland, Tsjechië, Denemarken, het Verenigd Koninkrijk, Ierland, Zweden en Nieuw-Zeeland de top tien werd gehaald.